# Bisdom Jamshedpur
Het bisdom Jamshedpur (Latijn: Dioecesis Iamshedpurensis) is een rooms-katholiek bisdom met als zetel Jamshedpur, in India. Het bisdom is suffragaan aan het aartsbisdom Ranchi. 

## Geschiedenis
Het bisdom werd opgericht op 2 juli 1962, uit delen van de aartsbisdommen Calcutta en Ranchi.

## Parochies
Het bisdom had in 2021 een oppervlakte van 21.003 km2 en telde 11.209.866 inwoners waarvan 0,6% rooms-katholiek was.

## Bisschoppen
- Lawrence Trevor Picachy (2 juli 1962 - 29 mei 1969; apostolisch administrator tot 25 juni 1970, kardinaal in 1976)
- Joseph Robert Rodericks (25 juni 1970 - 9 januari 1996)
- Felix Toppo (14 juni 1997 - 24 juni 2018)
- Telesphore Bilung (1 november 2021 - heden; apostolisch administrator sinds 20 juni 2019)

Ranchi (aartsbisdom) · Daltonganj · Dumka · Gumla · Hazaribag · Jamshedpur · Khunti · Port Blair · Simdega